# A Question of Lust
«A Question of Lust» (en español, Una cuestión de lujuria) es el décimo sexto disco sencillo del grupo inglés de música electrónica Depeche Mode, el segundo desprendido de su álbum Black Celebration, lanzado en 7 y en 12 pulgadas en 1986.
"A Question of Lust" es una canción compuesta y cantada por Martin Gore, la segunda con él en las vocales que se lanzaba como sencillo, y es una balada dulce y cadenciosa que logró éxito entre el público. Como lado B aparece el tema instrumental "Christmas Island", llamado así por una isla con ese nombre y que fue compuesto por Martin Gore y por Alan Wilder.
El siguiente sencillo, del mismo álbum, curiosamente se llama "A Question of Time", pero ambas canciones son diametralmente distintas.

## Descripción
Es uno de los temas más románticos de DM, aunque paradójicamente lleno de nostalgia pero sobre todo mucha voluptuosidad. Como curiosidad, la percusión es acústica como habían hecho en los álbumes inmediatamente anteriores, conducida por una serie de modulaciones intermedias y efectos sostenidos otorgándole una particular sonoridad  llena de melancólica.
La letra, sencilla, es sobre la relación de pareja y los sentimientos que involucra estar verdaderamente comprometido en ella, el deseo, la confianza, el miedo a la pérdida y la destrucción de lo logrado, la dependencia mutua, bajo una muy trabajada musicalización en la cual resuena todo el tiempo la fuerte percusión, con lo cual extrañamente seguía emparentado a los anteriores temas de inspiración industrial.
Como función lírica-músico-ambiental, la letra es toda una dedicatoria de amor incondicional e integral, en la cual se declara todo lo que siempre debe decirse a la persona querida, inclusive previendo los momentos en que no se esté junto a ella, al tiempo que el acompañamiento musical es armónico y fuerte, aunque sin perder la notación de una verdadera balada.
En conjunto de sus elementos es una pieza triste pero cadenciosa, emotiva pero directa como las relaciones humanas, alternando siempre los sentimientos más desconsoladores con la lujuria y el deseo de algo mejor, como clama en el coro “Es una cuestión de deseo, Es una cuestión de confianza”.
El lado B "Christmas Island", llamado así sencillamente por la Isla de Navidad de Australia, es una marcha acompasada que se torna en una función de sonido industrial con una melodía perversa en la plena sintonía de la colección Black Celebration.

## Formatos
En disco de vinilo
7 pulgadas Mute7 Bong11  A Question of Lust
| Lado A |                      |          |  |
| N.º    | Título               | Duración |  |
| 1.     | «A Question of Lust» | 4:20     |  |

| Lado B |                    |          |  |
| N.º    | Título             | Duración |  |
| 1.     | «Christmas Island» | 4:50     |  |

12 pulgadas Mute12 Bong11  A Question of Lust
| Lado A |                               |          |  |
| N.º    | Título                        | Duración |  |
| 1.     | «A Question of Lust»          | 4:27     |  |
| 2.     | «Christmas Island» (Extended) | 5:37     |  |

| Lado B |                                                                             |          |  |
| N.º    | Título                                                                      | Duración |  |
| 1.     | «People Are People» (en vivo en Basilea, Suiza, el 30 de noviembre de 1984) | 4:21     |  |
| 2.     | «It Doesn't Matter Two» (Instrumental)                                      | 2:49     |  |
| 3.     | «A Question of Lust» (Minimal)                                              | 6:46     |  |

La conocida como Minimal es la misma versión extendida de "A Question of Lust", pero ni siquiera es "A Question of Lust", es de "A Question of Time".
12 pulgadas Mute Intercord 126.844  A Question of Lust
| Lado A |                                  |          |  |
| N.º    | Título                           | Duración |  |
| 1.     | «A Question of Lust» (Flood Mix) | 5:08     |  |
| 2.     | «Christmas Island»               | 4:50     |  |

| Lado B |                                                                               |          |  |
| N.º    | Título                                                                        | Duración |  |
| 1.     | «If You Want» (en vivo en Basilea, Suiza, el 30 de noviembre de 1984)         | 5:16     |  |
| 2.     | «Shame» (en vivo en Basilea, Suiza, el 30 de noviembre de 1984)               | 4:13     |  |
| 3.     | «Blasphemous Rumours» (en vivo en Basilea, Suiza, el 30 de noviembre de 1984) | 5:30     |  |

En CD
| Virgin Mute 30167 A Question of Lust |                                                                               |          |  |
| N.º                                  | Título                                                                        | Duración |  |
| 1.                                   | «A Question of Lust» (Flood Mix)                                              | 5:08     |  |
| 2.                                   | «Christmas Island»                                                            | 4:50     |  |
| 3.                                   | «If You Want» (en vivo en Basilea, Suiza, el 30 de noviembre de 1984)         | 5:16     |  |
| 4.                                   | «Shame» (en vivo en Basilea, Suiza, el 30 de noviembre de 1984)               | 4:13     |  |
| 5.                                   | «Blasphemous Rumours» (en vivo en Basilea, Suiza, el 30 de noviembre de 1984) | 5:30     |  |

CD 1988
| Intercord 826.841 Mute A Question of Lust |                                                                             |          |  |
| N.º                                       | Título                                                                      | Duración |  |
| 1.                                        | «A Question of Lust» (Flood Mix)                                            | 4:27     |  |
| 2.                                        | «Christmas Island» (Extended)                                               | 5:39     |  |
| 3.                                        | «People Are People» (en vivo en Basilea, Suiza, el 30 de noviembre de 1984) | 4:21     |  |
| 4.                                        | «It Doesn't Matter Two» (Instrumental)                                      | 2:47     |  |
| 5.                                        | «A Question of Lust» (Minimal)                                              | 6:49     |  |

CD 1991
Para la colección The Singles Boxes 1-3 de ese año.

| Mute CDBong11 A Question of Lust |                                                                             |          |  |
| N.º                              | Título                                                                      | Duración |  |
| 1.                               | «A Question of Lust»                                                        | 4:28     |  |
| 2.                               | «Christmas Island»                                                          | 4:51     |  |
| 3.                               | «Christmas Island» (Extended)                                               | 5:39     |  |
| 4.                               | «People Are People» (en vivo en Basilea, Suiza, el 30 de noviembre de 1984) | 4:23     |  |
| 5.                               | «It Doesn't Matter Two» (Instrumental)                                      | 2:46     |  |
| 6.                               | «A Question of Lust» (Minimal)                                              | 6:48     |  |

## Vídeo promocional
A Question of Lust fue el último video de Depeche Mode dirigido por Clive Richardson, quien se encargó de la mayoría de los videos de los primeros años del grupo.
El vídeo mostró una imagen algo más adulta de DM, contra el divertimento juvenil de los primeros años y la confrontación de ideas como concepto visual. Nada más iniciar con una escena de Martin Gore desnudándose en público mientras sus compañeros intentan taparlo reinventaba los tradicionales vídeos del grupo.
Buena parte de las imágenes fueron tomadas en concierto, otorgándole además una apariencia más vívida a DM, alternado con escenas filmadas especialmente con David Gahan en una actitud de completa melancolía percutiendo el pandero, aunque la constante es el rostro de Gore cantando con expresión de tristeza.
El video se incluye en la colección Some Great Videos de 1985, aunque sólo en su versión americana. Posteriormente se incluyó en The Videos 86>98 de 1998 y en Video Singles Collection de 2016.
Adicionalmente para la gira The Singles Tour, el director Anton Corbijn filmó una simplista proyección de fondo para las interpretaciones en concierto del tema, en la cual aparecía el torso desnudo de una robusta mujer que después cambiaba al rostro estoico de cada uno de los integrantes de DM. Para las giras Devotional Tour y Exotic Tour, Corbijn realizó una minimalista proyección de fondo para el tema Judas que se utilizó indistintamente para las interpretaciones de A Question of Lust, para I Want You Now y para Waiting for the Night en la cual aparecían unas velas encendidas, una con forma de corazón y otra en forma de cruz pero corridas de atrás para adelante, de tal forma que en un principio aparecían un par de velas informes que al término acababan con la forma de corazón y cruz, mientras en otra pantalla aparecían simplemente varias veladoras encendidas.

## En directo
El tema fue presentado desde el correspondiente Black Celebration Tour y desde entonces se volvería frecuente en giras de DM, pues fue reincorporado durante el Tour for the Masses, después en el Devotional Tour, el Exotic Tour, The Singles Tour, así como en la gira Touring the Angel en su forma epónima, y para las cuales la característica percusión la realizó Christian Eigner en la batería acústica.
Durante las giras Tour of the Universe, Delta Machine Tour y Global Spirit Tour, el tema se incorporó como opcional en una versión acústica solo con musicalización de teclado en modo piano por Peter Gordeno.
Para la gira Memento Mori World Tour el tema reapareció durante la primera mitad en 2023 en su forma epónima.
Adicionalmente el instrumental Christmas Island se utilizó durante toda la gira Black Celebration Tour como intro para los conciertos.